# NGC 3545B
NGC 3545B је елиптична галаксија у сазвежђу Велики медвед која се налази на NGC листи објеката дубоког неба.
Деклинација објекта је + 36° 57' 53" а ректасцензија 11h 10m 12,2s. Привидна величина (магнитуда) објекта NGC 3545 износи 13,8 а фотографска магнитуда 14,8. NGC 3545B је још познат и под ознакама MCG 6-25-16, CGCG 185-15, VV 182, KCPG 273A, PGC 33893.